# حقوق مالیاتی

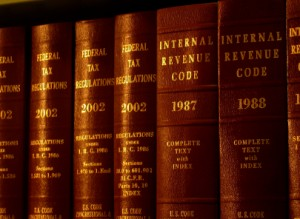
قانون درآمد داخلی، اساس قانون مالیات در ایالات متحده است.

حقوق مالیاتی (انگلیسی: Tax law) یا حقوق درآمد حوزه‌ای از مطالعات حقوقی است، که در رابطه با قانون اساسی، حقوق مشترک، قوانین و مقررات، معاهدات مالیاتی و قوانین نظارتی می‌باشد و حقوق مربوط به مالیات را تشکیل می‌دهند.
حقوق مالیات حوزه‌ای از مطالعات حقوقی است که در آن مقامات عمومی یا مجاز، مانند دولت‌های فدرال، ایالتی و شهری (مانند مورد ایالات متحده) از مجموعه‌ای از قوانین و رویه‌ها (قوانین) برای ارزیابی و جمع‌آوری مالیات در یک زمینه قانونی استفاده می‌کنند. نرخ‌ها و مزایای مالیات‌های مختلف که توسط مقامات وضع می‌شوند، از طریق فرآیند سیاسی ذاتی در این نهادهای قدرت به دست می‌آیند و مستقیماً به حوزه واقعی خود قانون مالیات نسبت داده نمی‌شوند.
حقوق مالیات بخشی از حقوق عمومی است. این حوزه، اعمال قوانین مالیاتی موجود بر افراد، اشخاص و شرکت‌ها را در حوزه‌هایی که درآمد مالیاتی از آنها حاصل یا وضع می‌شود، پوشش می‌دهد، به عنوان مثال مالیات بر درآمد، مالیات بر املاک، مالیات بر مشاغل، مالیات بر اشتغال/حقوق و دستمزد، مالیات بر دارایی، مالیات بر هدایا و مالیات بر صادرات/واردات. استدلال‌هایی وجود داشته است مبنی بر اینکه حقوق مصرف‌کننده راه بهتری برای مشارکت در توزیع مجدد در مقیاس بزرگ نسبت به حقوق مالیات است، زیرا نیازی به قانون‌گذاری ندارد و با توجه به پیچیدگی‌های حقوق مالیات، می‌تواند کارآمدتر باشد.